# Kryptoanaliza
Kryptoanaliza (analiza kryptograficzna) – analiza systemu kryptograficznego w celu uzyskania informacji wrażliwej.
Badane są możliwości naruszenia wszystkich zakładanych cech bezpieczeństwa – ataki na protokoły, łamanie szyfrów, fałszowanie podpisów, naruszanie integralności wiadomości itd.
Ważniejsze metody:
- metoda brute force
- kryptoanaliza liniowa
- kryptoanaliza różnicowa
- kryptoanaliza statystyczna